# Arhitektura neoklasicizma
Arhitektura neoklasicizma (ili klasicizma 18. stoljeća) označava pravac u arhitekturi koji je nastao sredinom 18. st, kao dio neoklasicističkog pokreta u umjetnosti, a oslanja se na arhitekturu stare Grčke (koja je aktualnim arheološkim otkrićima stekla današnji značaj), Rimskog carstva (vitruvijanske struje) i stariji klasicizam renesansnog pokreta u Italiji (ponajviše paladijanizam). Odlikuju ga redukcija detalja kao reakcija na pretjeranu ornamentaciju prethodnog Rokoko stila, grandioznost mjerila, simetrija, dramatično korištenje golemih stupovnih redova (često kroz punu visinu zgrade), prazne zidne plohe te vrlo čiste i geometrijske forme građevine (kocka, kugla, prizma, valjak, piramida, stožac) kojima se naglašava povratak klasičnom, apstraktnom (prosvjetiteljskom) umu, koji teži racionalnom, matematičkom poimanju zakona svemira.

## Ishodište
"Povratak prirodi" koji propovijeda Rousseau odrazio se u arhitekturi kao obnovljen povrat počecima tj. čistoći anitke - antički detalji kopiraju se arheološkom preciznošću i postavljaju u nove kontekste. Istodobno stvara se novi osjećaj za odnos arhitekture i krajolika (pejzažno slikarstvo, engleski vrt). Formiraju se dva glavna pravca - strogi revolucionarni i slikovit romantični klasicizam.
Jezik internacionalnog neoklasicizma uspostavili su 1740ih učenjaci pri Francuskoj akademiji u Rimu, koji su osvojili Grand Prix kao studenti pariške akademije. Njihovi projekti uključuju festivalske dekoracije u obliku hramova, slavoluka, te kasnije projekte javnih zgrada megalomanskog mjerila s dugim kolonadama, kamenim kupolama te kompleksnim tlocrtima temeljenim na rimskim termama. Ključna figura u odbacivanju bogate ornamentacije kasno-baroknih stilova bio je Giovanni Battista Piranesi koji je, uz mlade arhitekte Francuske akademije, postavio Rim u središte pažnje brojnih arhitekata diljem Europe. Piranesi je manje uspješan u arhitektonskoj praksi, no svojim grafičkim interpretacijama starorimskih spomenika i maštovitim oživljavanjem antičkih ruševina prethodi neoklasicizmu kao pokretu koji će pridati novi značaj građevinama. Piranesi je ujedno bio pobornik teorije da su Etruščani bili jedini osnivači rimske civilizacije te da su, kao starija kultura od Grka, usavršili slikarstvo, skulpturu i tehnološka umijeća puno prije Grka, što danas znamo da je krivo. 18. stoljeće predstavlja i rođenje arheologije, koja sistematskim istraživanjem arhitekture stare Grčke postepeno ruši predrasude o rimskoj arhitekturi kao superiornom antičkom uzoru. Iskopinama u Pompejima i Herkulaneju, otkriva se kako je grčka umjetnost bila originalni izvor klasičnog stila.
Snažan utjecaj dolazi od francuskih arhitekata Étienne-Louis Boullée-a i Claude Nicolas Ledoux-a. Mnoge Boulléeove grafike prikazuju čistu geometriziranu arhitekturu koja oponaša vječnost svemira (Newtonov kenotaf i Kraljevska biblioteka), dok Ledoux uvodi pojam architecture parlante (arhitektura koja govori), smatrajući da bi građevina svojom pojavnošću odmah trebala promatraču izreći funkciju. Zbog svoje vizije idealnog grada Chauxa, Ledouxa se često navodi kao utopista.
Romantični klasicizam povezuje pojačanu senzibilnost za ljepote prirode, slikovite kvalitete arhitekture i arheološka znanja u neogrčki stil, kojeg podupiru suvremenici zaneseni grčkim temama (Byron, Shelley, Hölderlin). Odlike su precizna i maštovita uporaba detalja, skladne proporcije i izbjegavanje tvrdih kontrasata i efekata. Isprva se širi Engleskom (Robert Adam, John Nash) i Njemačkom (Schinkel, Klenze, Hansen), a potom prelazi na sjever u Finsku (Engel), te kasnije i Grčku.

## Regionalni razvoj

### Francuska
Ange-Jacques Gabriel 1761. u Versaillesu za Luja XV. projektira Petit Trianon (Mali Trianon), kao protutežu baroknoj viziji dvorskog života - mjesto gdje se kralj sa svojom ljubavnicom povlači u promatranje pastoralnog života obližnje farme. Ova odlično proporcionirana prizma isključivo ravnih linija oblikovanja potpuno odudara od barkone pompoznosti i oslanja se na suptilnost i sudržanost. Ne ulazi u prostor kao dominanta već ga upotpunjava, uklapa se u prostor vrta i na vrlo odmjeren način rješava odnos s okolnom situacijom, dajući svakom od četiri pročelja zaseban izgled. Unutrašnojst Malog Trianona također pokazuje promišljeno rješenje koje u odnosu na relativno malu veličinu zgrade nudi optimalnu iskoristivost sadržaja. Gabriel također projektira Place de la Concorde, povijesni pariški trg između Champs Élysées-a na zapadu i vrtova Tuileries na istoku, koji će nakon revolucije postati pozornica za čuvena smaknuća giljotinom. Trg također pokazuje odlike novog klasicizma, u njegovoj osi nalazi se crkva La Madelaine, a s lijeve i desne strane na sjeveru dvije su zgrade koje i dalje ostaju među najboljim primjerima arhitekture iz razdoblja Luja XV.
Francuski "rigorozni" neoklasicizam izrasta iz prosvjetiteljstva. Ovdje racionalizam već u 17. stoljeću prožima Kraljevsku akademiju i École d'Architecture (Blondelovo geslo "Jednostavnost i dobre proporcije") - projekti često postaju idealni, bez praktične primjene - kult herojske veličine rezultira kolosalnim predimenzioniranjem. Osobito su česti projekti spomenika. Glavni zastupnici tog radikalnog i eksperimentalnog klasicizma su Ledoux i Boullée. Étienne-Louis Boullée vrši velik utjecaj kao nastavnik, projektira niz idealnih projekata - Kenotaf za Newtona kao gigantska kugla kraj koje se ljudi pojavljuju kao sićušne figurice. Gigantomanija tih projekata u oštroj je suprotnosti prema istovremenom arkadijski idiličnom životu na Versailleskom dvoru, kao i prema bliskom financijskom i političkom slomu apsolutizma.
Claude Nicolas Ledoux geometrijsku strogost povezuje sa simboličkim funkcionalizmom i romantičkim osjećajem za prirodu - strogom geometrijom i redukcijom elemenata nastoji se suprotstaviti dominaciji konvencionalne elegantne arhitekture 18. st. Među važnim projektima njegove su pariške carinarnice - izrađuje čitav katalog jednostavnih volumena i jasnih oblika koji daju visoku reprezentativnost, te onome koji ulazi u Pariz jasno daju do znanja da je došao u kraljevski grad.
Revolucionarni rigorozni neoklasicizam također daje značajan pridonos monumentalizmu Francuske revolucije - pariška crkva La Madeleine (građena između 1763. i 1840., uobličena je kao grčki hram, po modelu Maison Carrée u Nîmesu) i megalomanski Panthéon, koji je prvotno namijenjen kao najveća pariška crkva (Sv. Genoveve, zaštitnice Pariza), dolaskom revolucionarne vlade postaje "Hram Slave" - grobno mjesto francuskih velikana i heroja. Racionalnost i jednostavnost klasične arhitekture u prosvjetiteljstvu smatrani su antitezom nazadnom gotskom stilu.

### Velika Britanija
U Velikoj Britaniji neoklasicistički pokret predstavlja pokušaj kasnog stjecanja klasičnih ideala renesansne Italije (uzrokom dugotrajne kulturne i religijske izolacije od velikog dijela Europe, napose Rima), kao i potrebu za uspostavljanjem vlastitog stila, slobodnog od barokne neumjerenosti (koji bi popratio konačnu uspostavu ustavne monarhije i protestantizma kao nacionalne ortodoksije). Grof od Burlingtona vraća Williama Kenta iz Italije, te promiču neo-Paladijanski stil, koji je svoje temelje na engleskom tlu dobio još stoljeće ranije, djelima Iniga Jonesa.
Kent dekorira interijere Kensingtonske palače za Georgea II. u tri kontrastna stila, od kojih je soba s kupolom u novo-antičkom stilu - kasetirani strop, golemi jonski pilastri, kipovi u nišama i niski reljefi. Njegovo ključno djelo je Holkham Hall (u Norfolku), u suradnji s naručiteljem - grofom od Leicestera i grofom Burlingtonom. Funkcija zgrade je hram za slike i skulpture koje grof od Leicestera dovodi iz Italije (inspiracija je Palladijeva neizgrađena Villa Mocenigo). Najimpresivniji dio interijera je kombinacija ulaza i stubišta koja ujedinjuje odlike starih rimskih bazilika, Vitruvijeve dvorane egipatskog tipa, i Paladijeve kružne zavjese stupova u venecijanskom Il Redentore-u.
Robert Adam u svojim pohodima Italijom i Dalmacijom (u mjerilu radi nacrte ruševina Dioklecijanove palače) proučava stambenu arhitekturu starog Rima, te povratkom u Englesku rekreira veličanstvena unutrašnja uređenja antičkih domova. Jedan od najznačajnijih projekata kojemu se Adam priključio u kasnijoj fazi, nakon smjene brojnih arhitekata, je Kedleston Hall - kuća koja je u paladijevskoj maniri krilom kolonada povezana s četiri servisna paviljona. Ključna Adamova izmjena u vanjštini jest južno pročelje čiji glavni rizalit priziva oblik Konstantinovog slavoluka - urbani monument smješten u ruralnu sredinu. U interijeru Adam uređuje veliku dvoranu (great hall), pravokutnog tlocrta flankiranu korintskim stupovima, okruženu nišama u kojima su kipovi, iz koje se prolazi u salon - prostoriju potpuno drugog karaktera, manje površine ali veće visine, nadsvođenu kupolom. Odnos prostorija Adam objašnjava kao referencu na atrij i vestibul rimske kuće.

### Njemačka
Klasicističke ideje u Njemačku stižu u sjeverne krajeve Prusije, na dvor Fridrika II. Velikog gdje napredna politika i divljenje Francuskoj i Engleskoj uvode i potrebu za usvajanjem novog stila u arhitekturi. Fridrik II. povjerava svome prijatelju Georgu von Knoblesdorffu izgradnju berlinske opere i obližnje crkve svete Hedwige (minijaturne verzije Panteona). Njegov nasljednik Fridrik Vilim II. 1788. dovodi arhitekta Carla Gottharda Langhansa kako bi projektirao Brandenburška vrata - zapadni ulaz u grad. Uzor ovom spomeniku su Propileji atenske Akropole, koji izražavaju novi stav prema plemenitosti grčke arhitekture koju opisuje teoretičar Winckelmann. Još jedan rani primjer neoklasicizma u Njemačkoj je neizvedeni projekt Friedricha Gilly-ja za spomenik Fridriku Velikom - jednostavan dorski hram na visokom podiju s pristupnim stepeništima - koji je u svojoj čistoj grčkoj monumentalnosti imao snažan utjecaj na kasnije arhitekte prve polovice 19. st. - Schinkela i von Klenzea.
Karl Friedrich Schinkel u svojem najproduktivnijem periodu okreće se upravo grčkoj arhitekturi, što se može protumačiti kao zaokret od stila francuskih okupatora koji je bio povezan s arhitekturom Rimskog Carstva. Njegove najvažnije zgrade su u Berlinu i njegovoj okolici.
Na projektu ladanjske kuće Gabain koristi jasne obrise, suzdržan površinski reljef i štedljivo raspoređuje elemente kako bi naglasio vrijednost plohe. Pilastri sada služe učvršćivanju bridova kvadra a mali broj vertikalnih elemenata uspostavlja ravnotežu s horizntalnim vođenjem linija. Stupnjevanje rustikalnosti po etažama podsjeća na renesansnu palaču, dok zabatni trokut daje lice grčkog hrama. Schinkel se ovdje odriče suvišne monumentalnosti, dajući poseban 'klasični' karakter zgradi.
Berlinski Altes Museum za model uzima atensku stou. Schinkel postavlja trijem od 18 kolosalnih stupova jonskog reda, koji je jedino otvoreno pročelje zgrade (reprezentativno, gleda prema glavnoj ulici). U osi stupova stoji 18 orlova od pješčenjaka, ispod kojih je natpis nalik brojnim natpisima antičkih zgrada. Čitava zgrada postavljena je na platformu kako bi se dodatno istaknula visina. U unutrašnjosti smještena je rotunda, s kupolom nalik onoj u rimskom Panteonu. Uz to Schinkel projektira i Schauspielhaus (Koncertnu dvoranu) i Neue Wache (stražarnicu).
Leo von Klenze promovira novogrčki stil na jugu Njemačke, u Bavariji - pod Ludvigom I. koji ima strast prema helenizmu. Većina njegovih građevina je u Münchenu: gliptoteka, pinakoteka, Ruhmeshalle (hala slavnih - monumentalna zgrada dorske kolonade s dva bočna krila), münchenski Propileji. U Sankt-Peterburškom Ermitažu projektira interijere prizemlja, brojne dvorane u novom grčkom stilu. Njegovo najznačajnije djelo je Walhalla - memorijalni hram iznad Dunava, u blizini Regensburga, koji vanjskim oblikom oponaša atenski Partenon. Memorijalni hram je trebao podsjetiti sve Nijemce na njihovo zajedničko porijeklo, odavajući počast velikanima njemačke povijesti. Walhalla je postavljena na golem postament na vrhu brijega, s izlomljenim pristupnim stepeništima.

### Poljsko-Litavska Unija
Poljsko-Litavska Unija uz svoju kulturno-političku naprednost preuzela je i neoklasicistički pokret u arhitekturi. Središta pokreta su Varšava, sjedište posljednjeg kralja Stanislava Augusta Poniatowskog, te Vilnius, čije je sveučilište bilo važan centar neoklasicističke arhitekture u Europi, pod profesorima Marcinom Knackfusom, Laurynasom Gucevičiusom i Karolom Podczaszyńskijem.
Prvi stupanj razvoja bio je Stanislavski stil, koji je u potpunosti zakočen nakon čega stupa period Klasicizma Kongresne Poljske. Paladijanski utjecaj predstavljaju Szymon Bogumił Zug (koji slijedi radikalni klasicizam u Francuskoj), te Piotr Aigner - autor pročelja crkve sv. Ane u Varšavi, te crkve sv. Aleksandra. Popularan paladijanski element je palača sa stupovnim trijemom.
Najslavnije građevine prvog perioda su Kraljevski dvorac u Varšavi (kojeg rekonstruiraju Dominik Merlini i Jan Christian Kamsetzer), Łazienki palača (ili Palača na Vodi), te palače Królikarnia i Jabłonna. Jan Chrystian Kamsetzer podiže Amfiteatar u parku kraljevske palače i brojne druge palače. U drugom periodu Kongresne Poljske grade se palača Koniecpolski, crkva sv. Aleksandra, a ponovno je izgrađen dvorac Łańcut. Ovdje je Antoni Corrazzi vodeća figura - stvara niz javnih zgrada, trgova i palača. U prvoj polovici stoljeća grade se i brojne gradske vijećnice.

## Vanjske poveznice
|  | Zajednički poslužitelj ima još gradiva o temi Arhitektura_neoklasicizma |